# Krankheitskonzept
Als Krankheitskonzepte werden durchdachte, systematisch formulierte und begründete Theorien von den Krankheitserscheinungen (vgl. Krankheit), ihrer Verursachung (Ätiologie) und ihrer Regelmäßigkeit bezeichnet. Der Begriff ist nicht klar abgegrenzt von den Begriffen Krankheitsvorstellung und Krankheitsmodell. Einige Autoren verwenden den Begriff (subjektives) Krankheitskonzept, um damit besonders die Sicht von Patienten darzustellen.
In der modernen Medizin stehen Krankheitskonzepte, die sich hauptsächlich an somatischen Faktoren orientieren, neben solchen, die psychologische oder soziale Faktoren hervorheben. Andere Konzepte versuchen diese Orientierungen zu integrieren (beispielsweise in psychosomatischen oder bio-psychosozialen Krankheitsmodellen). Die Ethnomedizin bzw. Medizinethnologie beschäftigt sich mit Krankheitskonzepten in anderen Kulturen.

## Geschichte
Das älteste Konzept ist vermutlich die Iatromagie (oder Iatrodämonologie), ein magisch-mystisches Verständnis von Krankheit und Gesundheit. Im Schamanismus wird etwa innerhalb dieses Konzeptes therapiert, indem man beispielsweise durch Beschwörungen versucht, den krankheitsverursachenden Dämon aus dem Körper des Kranken zu treiben.
Im Gegensatz dazu ist die Iatrotheologie ein sogenanntes theurgisches Medizinmodell. Dazu gehört die Vorstellung, dass Krankheit als Strafe der Götter entsteht. Krankheit als Strafe der Götter kommt z. B. im Alten Testament der Bibel vor, wenn Gott Krankheit über die Feinde seines Volkes verhängt.
Neben den in allen Kulturen und bis in die neueste Zeit zu findenden Konzepten von Krankheit als Strafe für Sünden bzw. Folge sündhaften Verhaltens existierte (in der Bibel und bei Kirchenvätern wie Ambrosius und Thomas von Aquin) auch die Vorstellung von Krankheit als Prüfung Gottes. Johann Christian August Heinroth etwa sah 1818 im „Irresein“ einen „Ausfluß persönlicher Schuld“, der Sünde. Heinroth wird zu den Psychikern gezählt. Diese befürworteten eine moralische Erziehung von Kindern und die entsprechende Behandlung von Kranken.
In der europäischen Medizingeschichte war das Krankheitskonzept der Humoralpathologie besonders wirkmächtig. Entstanden in der Antike hatte es bis ins 19. Jahrhundert Bestand, wo es dann von der Zellularpathologie (Rudolf Virchow) und der medizinischen Mikrobiologie (Robert Koch) abgelöst worden ist.